# Sinocoelurus fragilis
 Sinocoelurus fragilis es la única especie conocida del género dudoso extinto  Sinocoelurus  (lat.“Coelurus chino ”) de dinosaurio terópodo celurosauriano, que vivió a finales del período Jurásico, hace aproximadamente 145 millones de años, en el Titoniense. Encontrado en la Serie Kyangyan de Sichuan, China.  Está basado en un solo dientes, fue descrito por Yang Zhongjian en 1942. Los dientes, que no están aserrados han llevado por lo menos en una fuente de Internet a comparar el género con un espinosáurido. Esta especulación infundada fue reconocida Archivado el 21 de noviembre de 2011 en Wayback Machine. y el propio autor de esta se retractó.
El famoso paleontólogo chino Yang Zhongjian (en referencias antiguas aparece como C. C. Young) nombró este género a partir del holotipo IVP AS V232-234, un grupo de cuatro dientes separados  de Weiyuan, Guangyuan, en los bajíos de Sichuan. Los describe como "largos, delgados, moderadamente curvados y comprimidos; con los bordes anterior y posterior sin rastros de serraduras; con esmalte verdaderamente delgado". Considera al género como un celurosauriano, donde en ese tiempo se incluían a todos los pequeños terópodos. Lo más distintivo del fósil es la faltas de serraduras.
Debido a lo pobre del material, Sinocoelurus ha atraído poco a los investigadores, produciendo pocas revisiones, usualmente considerado como un dudoso con afinidades con los Coeluridae (si la fuente procede de la aceptación  de Coelurosauria como taxón cajón de sastre según lo aceptado en ese momento), o un terópodo de afinidades inciertas (si es una publicación posterior). En las más recientes revisiones se lo incluye dentro de Tetanurae incertae sedis y dudoso.